# Vigo (Kent)
Vigo es una parroquia civil y un pueblo del distrito de Gravesham, en el condado de Kent (Inglaterra).

## Geografía
Según la Oficina Nacional de Estadística británica, Vigo tiene una superficie de 0,69 km².

## Demografía
Según el censo de 2001, Vigo tenía 2201 habitantes (50,7% varones, 49,3% mujeres) y una densidad de población de 3189,86 hab/km². El 24,9% eran menores de 16 años, el 73,38% tenían entre 16 y 74 y el 1,73% eran mayores de 74. La media de edad era de 33,61 años. Del total de habitantes con 16 o más años, el 26,74% estaban solteros, el 62,49% casados y el 10,77% divorciados o viudos.
El 96,32% de los habitantes eran originarios del Reino Unido. El resto de países europeos englobaban al 1,5% de la población, mientras que el 2,18% había nacido en cualquier otro lugar. Según su grupo étnico, el 98,64% eran blancos, el 0,27% mestizos, el 0,86% asiáticos y el 0,23% chinos. El cristianismo era profesado por el 77,73%, el budismo por el 0,14%, el hinduismo por el 0,27%, el judaísmo por el 0,18%, el sijismo por el 0,45% y cualquier otra religión, salvo el islam, por el 0,36%. El 16,23% no eran religiosos y el 4,64% no marcaron ninguna opción en el censo.
1247 habitantes eran económicamente activos, 1214 de ellos (97,35%) empleados y 33 (2,65%) desempleados. Había 791 hogares con residentes y 6 vacíos.